# Topografia degli uccelli
La topografia degli uccelli è la terminologia utilizzata per descrivere parti del corpo degli uccelli. Il termine topografia viene preso in prestito da altri ambiti.

## Coda e dorso
- Timoniere esterne;
- Copritrici della coda (superiori e inferiori) (/Sopracoda e /Sottocoda);
- Groppone;
- Dorso;

## Testa e collo
- Nuca:
- Stria (retroculare, del Capo, del Vertice):
- Vertice:
- Occipite
- Sopracciglio:
- Anello palpebrale:
- Redini:
- Becco o mandibola (superiore e inferiore):
- Mento:
- Mustacchio
- Guance (o Copritrici auricolari)
- Gola o gozzo

## Petto e ventre
- Petto
- Ventre
- Fianchi

## Ali
- Piega dell'ala
- Carpo o polso
- Barre alari
- Remiganti (primarie, secondarie e terziarie)
- Alula
- Copritrici alari
- Scapolari
- Specchio
- Ascellari
- Marginatura dell'ala
- Margine (anteriore e posteriore) dell'ala

## Zampette
- Tarso